# Navio permitido
O navio permitido consistia na permissão concedida pela coroa espanhola à Inglaterra depois de firmar o tratado de Utrecht, essa permissão autorizava a Inglaterra a enviar um barco por ano com uma capacidade de carga de 500 toneladas às colônias espanholas americanas para comercializar com elas.
Essa concessão foi aproveitada pelos britânicos para exercer um descarado contrabando ao recarregar o barco com novos gêneros em alto mar provenientes da Jamaica e voltar ao porto para trocar essas mercadorias. Além disso, com essa concessão se reconheceu o fim do monopólio comercial espanhol com a América e se introduziu a idéia de comércio livre.